# 원산농업대학
원산농업대학(元山農業大學, Wonsan Agricultural College)는 1948년 9월 1일에 세워졌다. 현재는 북한 제1의 규모의 농업 대학교이며, 5년제 학교이다. 

## 건물
광복 당시의 행정구역 기준으로는 함경남도 문천군 덕원면(德源面)에 현주소는 강원도 원산시 송천리에 위치한다.  1949년 5월에 정치보위부 탄압으로 몰수 폐쇄된 덕원 수도원과 덕원신학교 건물이 원산농업대학 교사(校舍)로 쓰이고 있는 것으로 나타났다.

## 교직원
300명 이상의 교수들이 학생들을 가르친다. 그러나, 시간 강사의 수는 170명에 달하고 있어, 북한의 대학 가운데 교수와 시간 강사의 불균형이 가장 심하다.

## 학문 계열
농학, 농업 생물학, 농업 화학, 농업 기계화, 농업 경영학, 원림/경제 식물학, 과목학, 잠학

## 주요 시설
도서관: 장서 10만권,
실습 농장: 70만 평방미터

## 유학생
기니, 베트남, 캄보디아 등에서도 유학생들이 온다.